# The Tooth Will Out
The Tooth Will Out (br.: Um dente e três sorridentes) é um filme estadunidense de 1951 de curta-metragem do gênero "Comédia", escrito e dirigido por Edward Bernds. Foi o 134º de um total de 190 da série com os Três Patetas, produzida pela Columbia Pictures entre 1934 e 1959.

## Enredo
Após serem despedidos de dois empregos e com o patrão do último (Emil Sitka, não creditado) ainda os perseguindo com um cutelo, os Três Patetas se escondem numa escola e ali resolvem fazer um curso rápido de dentista. Como trabalho de graduação eles tem que modelar uma dentadura, mas a que fazem ganha vida própria e com isso canta e depois os morde. Mesmo assim conseguem dar um jeito de serem diplomados, mas o dono da escola (Vernon Dent) lhes aconselha a exercerem a profissão bem longe dali. Os Patetas então vão para o Oeste.
Em Passo do Coiote, os Patetas logo recebem o primeiro cliente (Slim Gaut) mas a consulta é um desastre pois Shemp pega um óculos de grossas lentes que o deixa completamente míope. Ao usarem a broca nos dentes do paciente, sai fumaça da boca dele. Um novo cliente chega (Dick Curtis) e amedronta os Patetas quando se apresenta como xerife e diz que atirou no dentista anterior que lhe machucara um nervo. Shemp fica nervoso e troca o livro de dentista por um de carpintaria para amadores. Após lixar o peito do paciente e envernizar seu chapéu, os Patetas descobrem o engano. Mas mesmo assim acabam arrancando o dente errado e tem que fugir dos tiros do dolorido xerife.